# Braunkohlenarchäologie
Braunkohlenarchäologie ist der Teilaspekt der Archäologie, der sich mit Ausgrabungen in Braunkohletagebauen beschäftigt. 
Seit dem 19. Jahrhundert wird in Deutschland Braunkohle industriell abgebaut. Da beim Braunkohlebergbau große Mengen Erde abgebaggert werden, werden archäologisch bedeutende Relikte in großem Stil freigelegt und später zerstört. Aufgrund dieser unwiederbringlichen Zerstörung (prä-)historischen Erbes ist es nötig, dass Archäologen in Tagebauen möglichst schnell forschen und dokumentieren. Der Zeitdruck, der folglich auf den Forschern lastet, wird in jüngerer Zeit wiederholt bemängelt, da unter diesen Umständen nicht gründlich genug gearbeitet werden kann und viele Funde unerforscht verschwinden.

## Beispiele
- Im Rheinischen Braunkohlerevier wurde 1990 die Stiftung zur Förderung der Archäologie im rheinischen Braunkohlenrevier durch den LVR gegründet.[3][1]
- In den Tagebauen Jänschwalde und Welzow-Süd wurden neben prähistorischen und mittelalterlichen auch Funde eines früheren Braunkohletagebaus gemacht.[4]
- Im Tagebau Neumark-Nord wurden große Mengen an Knochen von europäischen Waldelefanten gefunden.[5]
- In der archäologischen Ausgrabungsstätte im Tagebau Schöningen wurden die Schöninger Speere, prähistorische Holzartefakte sowie Tierknochen gefunden